# Morden (metrostation)
Morden is een station van de metro van Londen aan de Northern Line. Het metrostation, dat in 1926 is geopend, ligt in de wijk Morden.

## Geschiedenis

### Aanleg
Na afloop van de Eerste Wereldoorlog begon de UERL (Underground Electric Railways of London) met de uitvoering van vooroorlogse plannen voor verbeteringen aan en verlenging van bestaande lijnen. UERL kocht in 1913 de City and South London Railway (C&SLR) met het doel de lijn te integreren in haar net dat vooral ten noorden van de Theems lag. Door het uitbreken van de oorlog verdween ondere andere dit plan in de ijskast. In 1921 werd de Trade Facilities Act van kracht met de bedoeling om werkloosheid te voorkomen door het uitvoeren van openbare werken. De staat stelde zich garant stelde voor leningen aan bedrijven die de openbare werken op zich namen, de garantstelling gold evenwel voor een beperkte periode. Een van de uitgestelde plannen betrof de verlenging van de District Railway, in 1921 eveneens eigendom van UERL, van Wimbledon naar Sutton, de Wimbledon and Sutton Railway (W&SR).
UERL wilde zoveel mogelijk steun opstrijken en diende in november 1922 voorstellen in voor de bouw van de W&SR en een verlenging van de C&SLR tot Morden. Volgens het voorstel zouden de C&SLR en de W&SR ten oosten van Morden samenvloeien en allebei doorrijden tot Sutton. Het gerealiseerde metrostation zou dan North Morden genoemd worden, terwijl aan de W&SR station South Morden zou komen, zij het op een ander punt dan het gerealiseerde station South Morden. Het depot van Morden was ook onderdeel van het ingediende voorstel en zou dan door beide UERL lijnen gebruikt kunnen worden. Concurrent Southern Railway (SR) vreesde een terugloop van reizigers op haar diensten tussen het, destijds nog landelijke, Morden en de City en maakte bezwaar tegen de inbreuk op haar werkgebied. In juli 1923 bereikten SR en UERL overeenstemming over de “marktverdeling”, waarbij UERL de C&SLR naar North Morden mocht doortrekken en SR de rechten op de W&SR kreeg. UERL begon onmiddellijk met de aanleg en voor de bouw van de stations werd Charles Holden aangezocht.

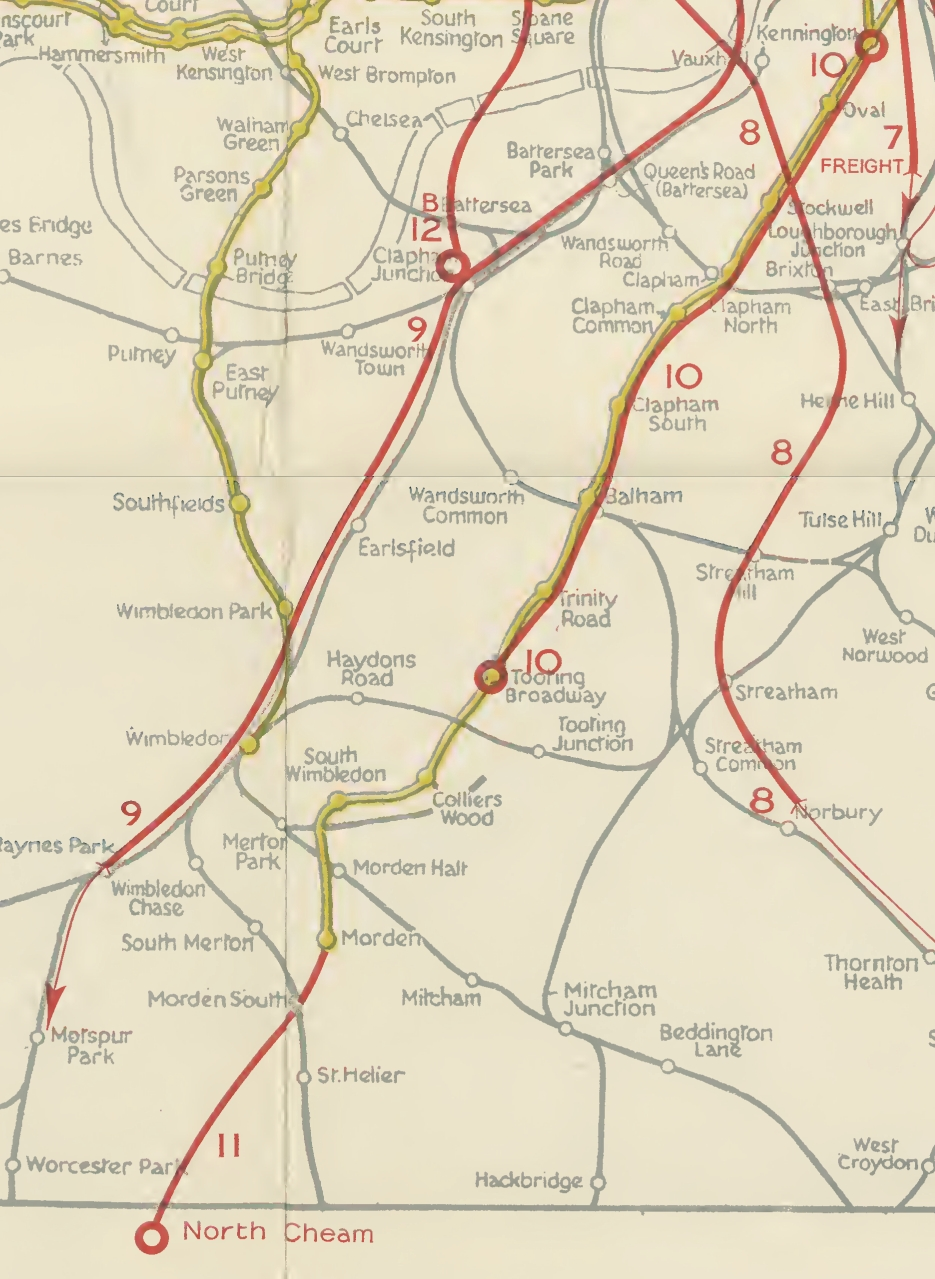

### Voorstad
Op 13 september 1926 werden de zeven nieuwe stations, waaronder Morden, ten zuiden van Clapham Common in gebruik genomen. De opening van de C&SLR en de lijn van Wimbledon naar Sutton leidde tot een snelle ontwikkeling van nieuwe woonwijken ten zuiden van de stad in het landelijke Surrey. De bevolking in Morden vertienvoudigde in het decennium 1921-1931 van 1.355 in 1921 tot 12.618 in 1931 en in 1951 stond de teller op 35.417. Vlak na de opening begon UERL het “Morden-station”, een busstation voor de deur van het metrostation. Het zuidelijkste station van het metronet werd zo door vele buslijnen verbonden met de buitenwijken in Zuid Londen en Noord Surrey. Deze buslijnen hadden grote invloed op de treindiensten van SR, die in 1928 stelde dat ze, gemeten per jaar, ongeveer vier miljoen reizigers had verloren. UERL toonde echter aan dat er twee keer zoveel busreizigers naar Sutton gingen als naar Morden. UERL opende het eerste tankstation van het land naast het station en bouwde een garage waar forenzen hun auto of fiets overdag konden stallen.

### Sneldienst
Na de Tweede Wereldoorlog werd de vervoersbehoefte rond Londen in kaart gebracht. Het verslag uit 1946 stelde meerdere nieuwe lijnen voor en stelde vast dat de metro naar Morden het drukste was van het hele net. Net als sinds 1940 ten noorden van Finchley Street een sneldienst (Metropolitan)/stopdienst (Bakerloo) combinatie bestond stelde het verslag een sneldienst (tunnel nr 10) tussen Kennington en Tooting Broadway voor. De stopdienst zou dan lopen tot Tooting Broadway en de sneldienst zou aansluiten op de tunnels ten zuiden van Tooting Broadway en tevens, net als bij de Metropolitan Line, doorlopen naar wijken verder buiten de stad (Tunnel nr 11) in dit geval North Cheam. De London Passenger Transport Board en haar rechtsopvolgers hebben alleen tunnel 8, de Victoria Line, deels uitgevoerd. De voorgestelde tunnels 10 en 11 kwamen nooit verder dan een voorstel zodat Morden nog steeds het zuidelijkste station van het metronet is.

## Stationsgebouw

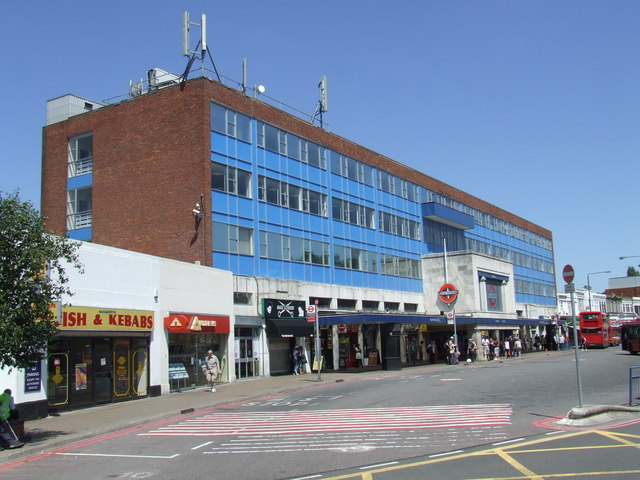
De voorgevel ingebouwd in het kantoor uit 1960
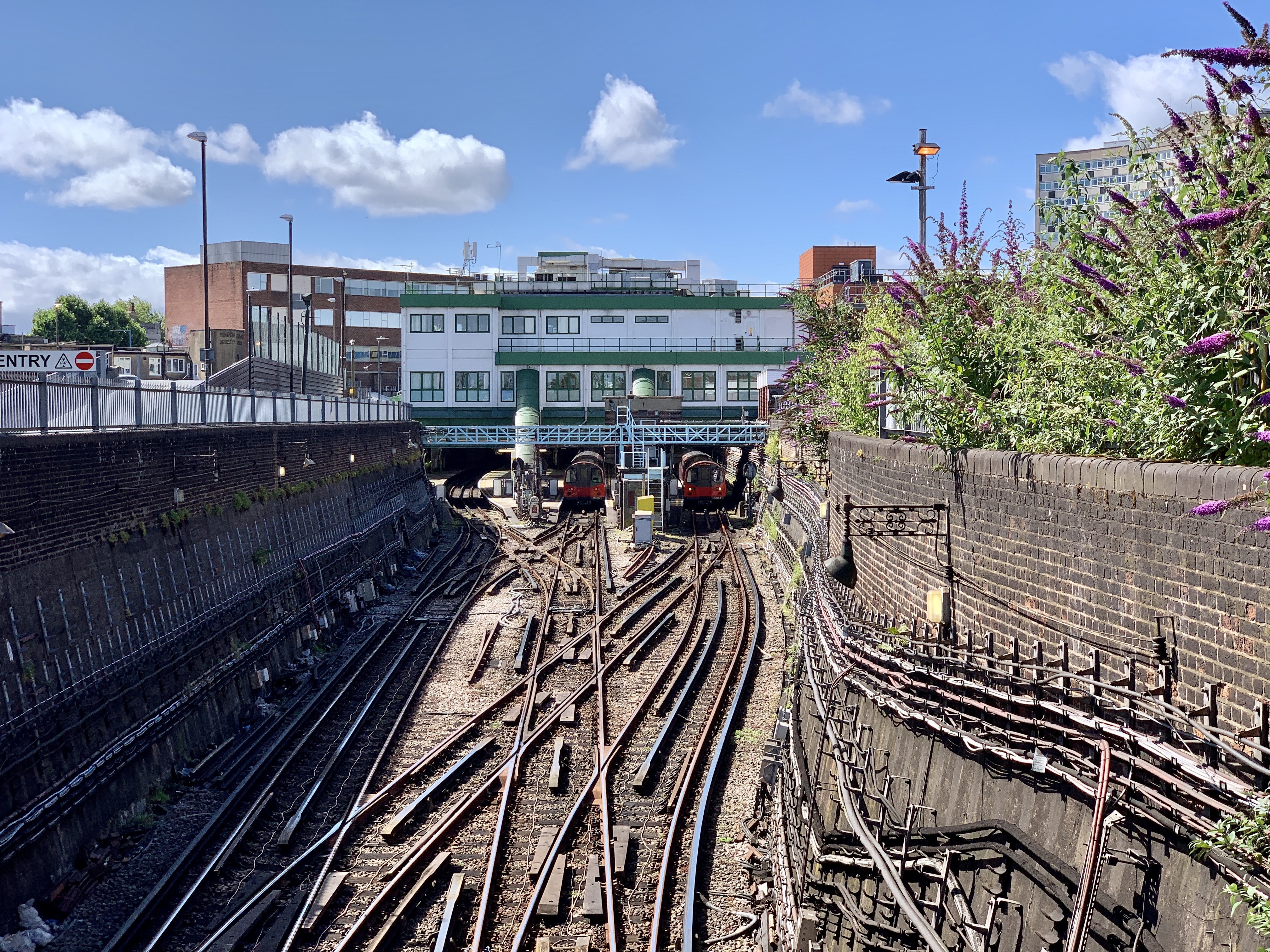
De uitgraving gezien van boven de tunnelmond
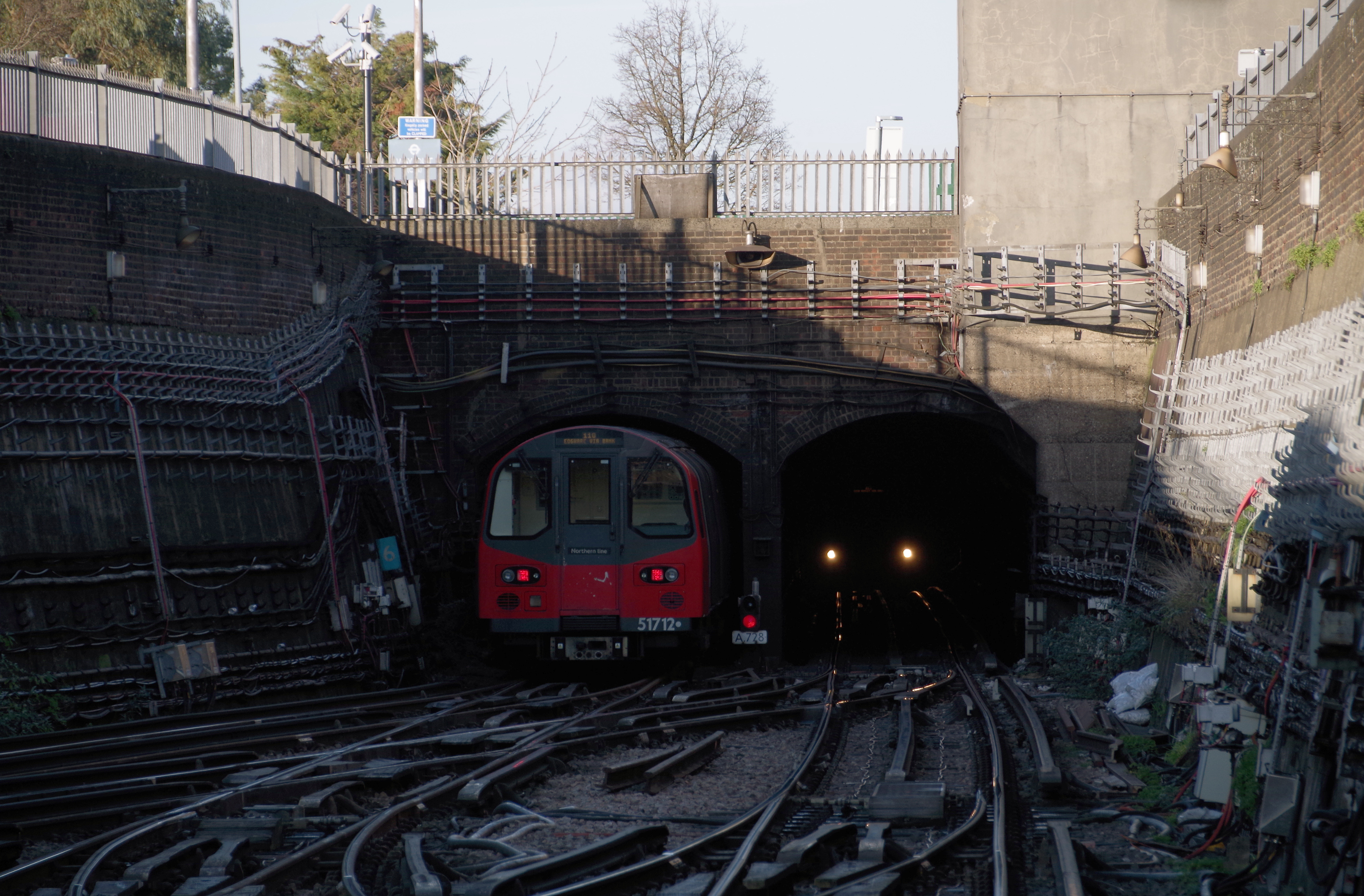
De tunnelmond ten noorden van het station

In de jaren twintig van de twintigste eeuw was Morden een landelijk gebied en het station werd gebouwd op landbouwgrond waardoor er meer ruimte beschikbaar was dan bij de andere sttaions van de verlenging die in al deels bebouwd gebied kwamen. Franck Pick, de algemeen directeur van UERL, koos Charles Holden om de stations te ontwerpen uit onvrede over de ontwerpen van huisarchitect Stanley Heaps. In een brief aan zijn vriend Harry Peach, een medelid van de Design and Industries Association (DIA), legde Pick zijn keuze voor Holden uit:
```
"Ik mag zeggen dat we onze stations aan de verlenging naar Morden gaan bouwen volgens de modernste patronen. We gaan alle ornamenten vermijden. We gaan bouwen met gewapend beton. Het station zal gewoon een gat in de muur zijn gericht op de deuropening en daarboven een duidelijk teken waar de deur toe dient. We gaan een gek geworden DIA vertegenwoordigen, en om te zorgen dat ik in goed gezelschap gek wordt heb ik Holden ingehuurd om hier op toe te zien.".
```

Het station was een van de eerste modernistische ontwerpen die Charles Holden voor de Londense Underground maakte. Voor het “gat in de muur” maakte Holden een standaardontwerp voor alle zeven stations. Hij ontwierp een witte betonnen doos van twee bouwlagen uit portlandsteen met een deuropening op de begane grond en daarboven een glazen wand. Het teken waar de deur toe dient wordt gevormd door het grote logo van de Londense metro op het glas geflankeerd door twee zuilen met een kapiteel in de vorm van het logo van de Londense metro in 3D. Naast de betonnen doos werden van meet af aan winkels op de begane grond gebouwd. In 1926 was het al de bedoeling om boven de winkels meerdere verdiepingen te bouwen. Het duurde echter tot 1960 voordat het kantoorgebouw bestaande uit drie verdiepingen werd gerealiseerd. In Morden ligt aan de spoorzijde van de doos een achthoekige lokettenzaal met een daklicht in het midden. De straat loopt hier schuin ten opzichte van de perrons en door de toegang naar de straat en die naar de perrons niet tegenover elkaar te leggen sluiten beide kanten goed aan op de lokettenzaal. Aanvankelijk stonden er houten hokjes voor de kaartcontroleurs tussen de lokettenzaal en het bordes boven de perrons. Deze hokjes zijn later vervangen door toegangspoortjes voor de moderne kaartsystemen. De loketten zijn ook aangevuld met kaartautomaten.

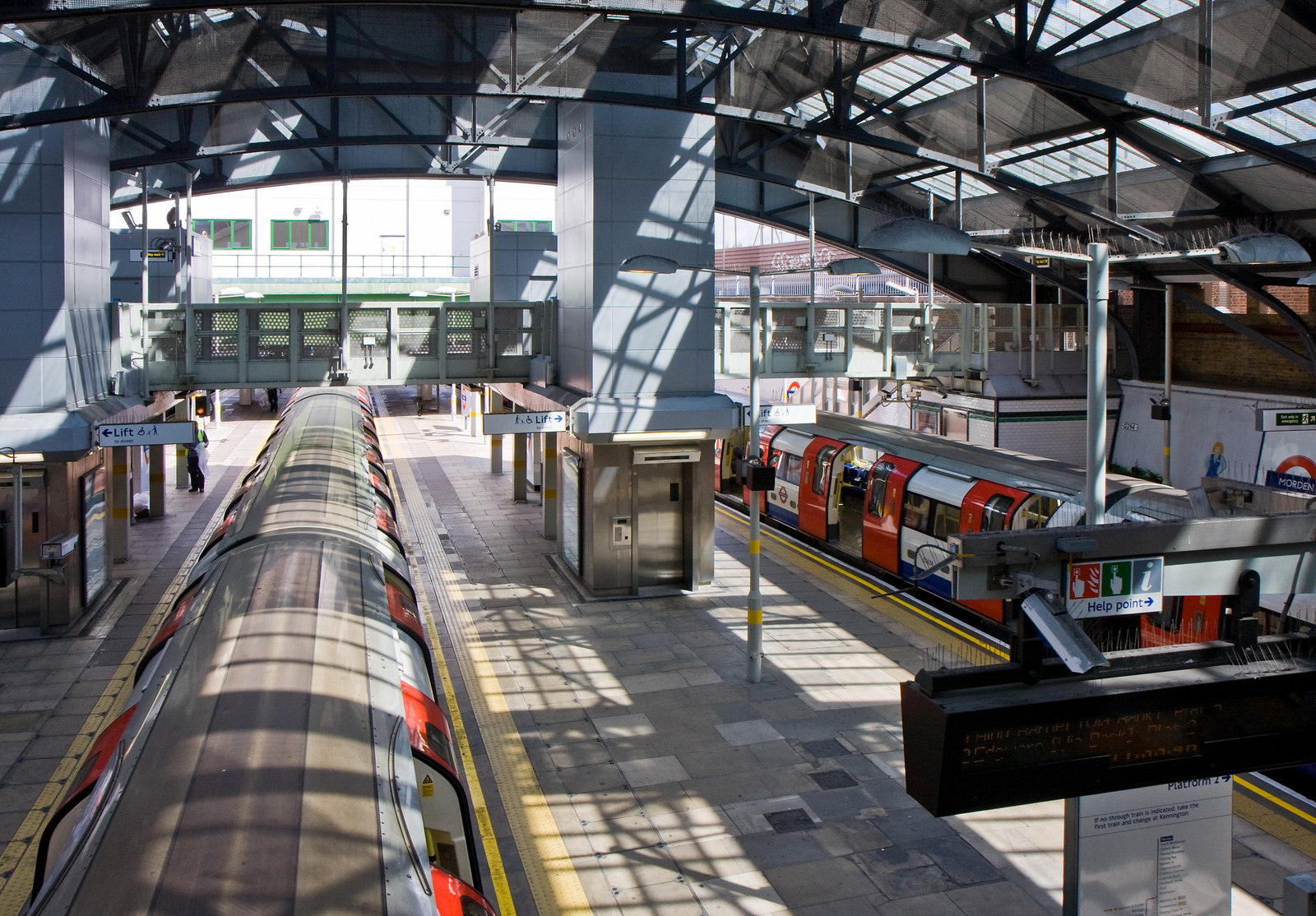
De perronhal gezien van het bordes
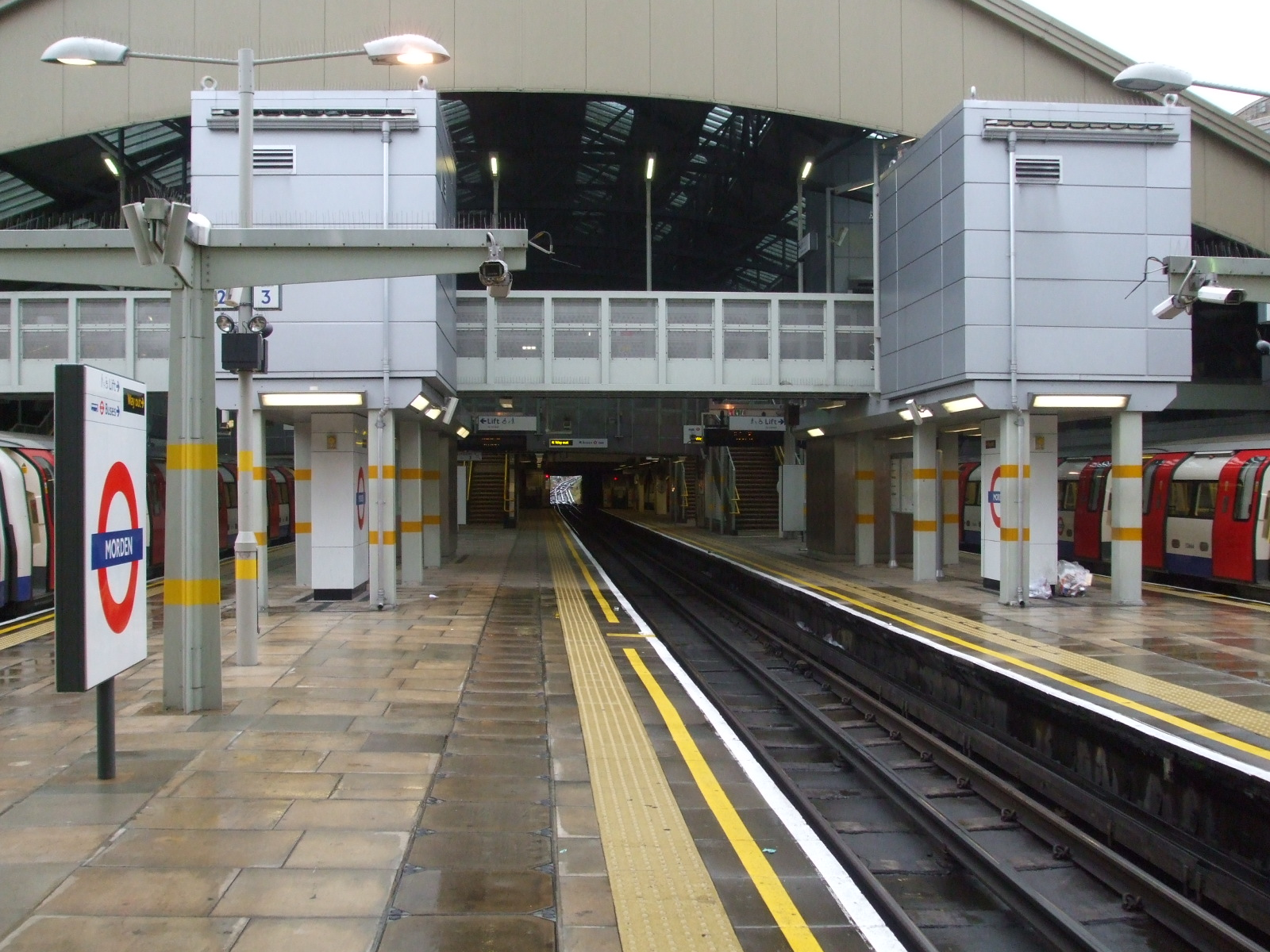
Het middelste spoor tussen de perrons met de loopbrug uit 2007
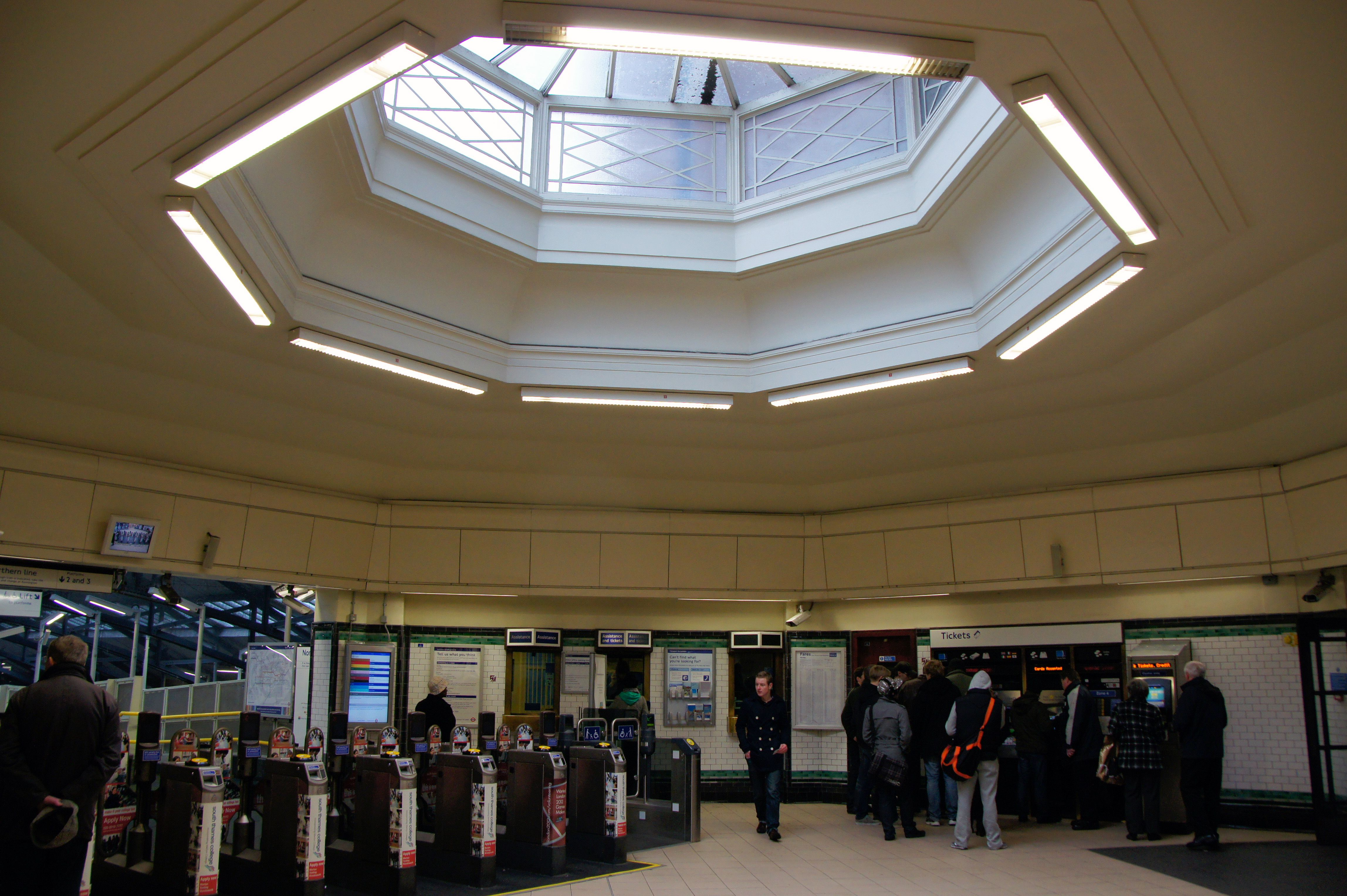
De lokettenzaal met daklicht

De sporen en perrons van het station liggen, in tegenstelling tot de andere stations van de verlenging, niet in een tunnel maar in een uitgraving voor de tunnelmond van de Northern Line. Dit is de zuidelijke tunnelmond van de langste tunnel, 27,8 km) van de Londense metro tussen Morden en East Finchley via Bank. Tussen de tunnelmond en de perrons is in het eerste decennium van de 21e eeuw een gebouw over de volle breedte van de uitgraving gebouwd. Het station heeft drie sporen, die ten zuiden van het station doorlopen naar het depot, met drie perrons. Het westelijke spoor ligt aan een kant langs een van de twee eilandperrons de andere twee sporen liggen aan beide kanten langs een perron. De perrons zijn met trappen verbonden met een bordes aan zuidkant van de perronhal. De perronhal heeft een puntdak met daklichten die het daglicht doorlaten. Aan de noordkant van de perronhal is in 2007 een loopbrug geopend met liften zodat ook rolstoelgebruikers het station kunnen gebruiken. Tijdens het groot onderhoud in 2007 zijn ook de logo's op de zijkant van de toegangsdoos hersteld. De Borough of Merton beschouwt het station als gebouw met architectonisch belang al is het, in tegenstelling tot de ondergrondse stations van de verlenging, niet op de monumentenlijst geplaatst.

## Reizigersverkeer
Het station bevindt zich aan London Road (A24) in Travelcard Zone 4. Voor de deur stopt een groot aantal buslijnen. In de buurt liggen Morden Hall Park, de Baitul Futuh - moskee en Morden Park. De bedrijfsvoering is als een kopstation al is het van alle sporen mogelijk om door te rijden naar het depot ten zuiden van het station. Het metroverkeer begint om 5:15 uur en loopt tot 0:05 uur. Afhankelijk van de tijd van de dag varieert de frequentie tussen eens per 2 en 5 minuten. De tram van Croyden, Tramlink, loopt noordelijk van het het station tussen Wimbledon en Croydon. De geplande aftakking naar St Helier en Sutton zal ook het metrostation aandoen.